# Petar Velichkov
Petar Velichkov (Plovdiv, 8 de agosto de 1940 - 1993) foi um ex-futebolista profissional e treinador búlgaro, que atuava como meia.

## Carreira
Petar Velichkov fez parte do elenco da Seleção Búlgara de Futebol da Copa do Mundo de 1962. 